# Кузьмівський заказник
Кузьмівський заказник — ландшафтний заказник місцевого значення в Україні. Розташоване в межах Сарненського району Рівненської області, на північ від села Кузьмівка. 
Площа 450 га. Статус присвоєно згідно з рішенням облради № 33 від 28.02.1995 року. Перебуває у віданні ДП «Березнівський лісгосп» (Кузьмівське л-во, кв. 13, 14, 22, 23). 
Статус присвоєно для збереження частини лісового масиву з цінними насадженнями сосни, на перезволожених ділянках зростають береза і вільха.